# Silkerode
Silkerode était une ancienne commune autonome allemande située dans l'arrondissement d'Eichsfeld en Thuringe. Depuis le 1er décembre 2011 elle fait partie de la nouvelle commune de Sonnenstein dont elle forme désormais un des quartiers. 

## Géographie

Situation de Silkerode dans l'arrondissement

La commune faisait partie de la Communauté d'administration d'Eichsfeld-Südharz.

## Démographie
| 1910 | 1933 | 1939 | 1995 | 2000 | 2004 | 2010 |
| ---- | ---- | ---- | ---- | ---- | ---- | ---- |
| 529  | 603  | 529  | 414  | 427  | 422  | 423  |